# جيمس جنسن
جيمس جنسن (بالإنجليزية: James A. Jensen)‏ (و. 1918 – 1998 م) هو إحاثي، من الولايات المتحدة الأمريكية، توفي عن عمر يناهز 80 عاماً.

## مناصب وهيئات
أدار جامعة بريغام يونغ.